# La era de la estupidez
La era de la estupidez (del inglés: The Age of Stupid) es una película dirigida por Franny Armstrong (directora de McLibel) y por John Battsek (productor de One Day in September). Trata sobre el calentamiento global antropogénico a través de un drama con elementos documentales y algunos dibujos humorísticos, como hizo Michael Moore en Bowling for Columbine. El actor Pete Postlethwaite hace el papel de un anciano que habita el mundo arruinado del año 2055. Observa los reportajes del daño causado por nuestras acciones y se plantea la pregunta: ¿por qué no haber hecho nada para evitarlo?. 
La película se estrenó el 15 de marzo de 2009 en un cine habilitado por la energía solar en Leicester Square, Londres.

## Producción
Fue filmada en siete países en un período de tres años. Figuran seis tramos de la vida real, cinta archivada y escenas de dibujo de, entre algunos, Passion Pictures, creadores de animaciones para la banda Gorillaz.
Los realizadores calcularon la huella ecológica que supuso la realización de la película estimándolo en 94 toneladas de CO2.

## Financiación
La película fue filmada con un presupuesto de £450.000, financiado por 222 individuos y grupos que donaron entre £500 y £35,000 y recibirán una cantidad proporcional a lo que puso cada cual, de acuerdo a los beneficios que genere la película, así como también los participantes que recibieron solo un sueldo básico por su trabajo. De modo que pudieron quedarse con un alto nivel de control editorial.fue financiada

## Recepción
Ken Livingstone exalcalde de Londres:
"Todas las personas en el país deberían ver esta película (a la fuerza si es necesario)"